# Singara

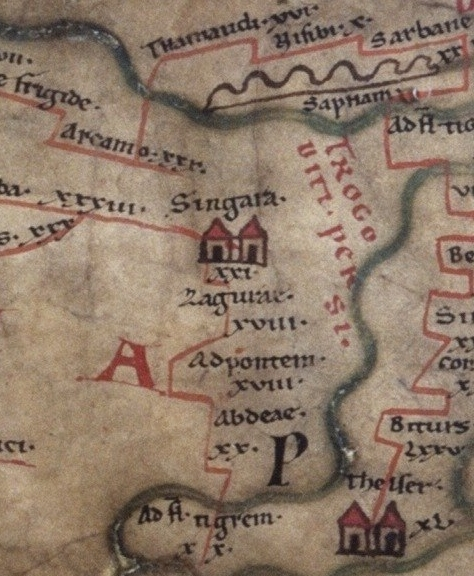
Singara en la Tabula Peutingeriana, copia medieval del original del S. IV.

Singara (en griego τὰ Σίγγαρα) fue un puesto fuertemente fortificado en el extremo norte de Mesopotamia, que por un tiempo, como se desprende de las monedas encontradas, fue ocupada por los romanos como una colonia de avanzada contra los persas. Fue el campamento de la legio I Parthica.

## Situación geográfica
Su posición, al sudeste de Nisibis, no ha sido claramente definida por los autores antiguos, Estéfano de Bizancio decía que era una ciudad de Arabia cerca de Edesa y Ptolomeo la situaba en el Tigris. Sin embargo, es indudable que la montaña cercana, llamada por Ptolomeo: ὸ Σίγγαρας ὄρος, se corresponde hoy día con su localización en el distrito de Sinyar (en el actual Irak).

## Historia
Singara fue tomada por los romanos durante las campañas orientales de Trajano, cuando el general Lusio Quieto capturó la ciudad sin combatir en el invierno del 114. A pesar de que fue abandonada tras la retirada romana de Mesopotamia en el 117, la ciudad volvió a formar parte del Imperio Romano cuando la campaña parta de Septimio Severo en el 197. La ciudad fue elevada por Severo a la condición de colonia romana, como lo atestigua la leyenda que se encuentra en algunas de las monedas acuñadas allí durante el reinado de Gordiano III: "ΑΥΡ . CΕΠ. ΚΟΛ. CΙΝΓΑΡΑ.", que es la transcripción griega para el nombre latino de la ciudad, Aurelia Septimia Colonia Singara.
Seguía siendo uno de los puestos de avanzada más orientales del Imperio Romano durante el siglo III. Fue el escenario de un conflicto nocturno durante el asedio de la ciudad en el 344 por el rey sasánida Sapor II, cuyo resultado fue tan poco claro que ambas partes reclamaron la victoria. Más tarde, en el 359-360, durante el reinado de Constancio II, se hace constar que sufrió un asedio célebre que al final fue abandonado por los persas por una tormenta providencial, estando defendida valientemente por la gente del pueblo y dos legiones. La zona que la rodeaba según lo afirman Amiano Marcelino y Teofilacto Simocatta era extremadamente árida, lo que la hacía difícil de tomar.